# NGC 7234
NGC 7234 (другие обозначения — NGC 7235, OCL 229) — рассеянное скопление в созвездии Цефей.
Этот объект занесён в новый общий каталог несколько раз, с обозначениями NGC 7234, NGC 7235.
Этот объект входит в число перечисленных в оригинальной редакции «Нового общего каталога».